# Inundación de la planta de energía nuclear de Blayais en 1999
La inundación de la planta de energía nuclear de Blayais de 1999 fue una inundación que ocurrió en la tarde del 27 de diciembre de 1999. Fue causada cuando una combinación de la marea y fuertes vientos sobrepasaron los diques de la Central Nuclear de Blayais en  Francia. El evento resultó en la pérdida del abastecimiento de energía externa de la central que desconectó varios sistemas relacionados con la seguridad, lo que resultó en un evento de Nivel 2 de la Escala Internacional de Eventos Nucleares. El incidente ilustró el potencial de las inundaciones para dañar varias piezas de equipo en una planta, y resaltando las debilidades de las medidas, sistemas y procedimiento de seguridad. Esto resultó en cambios fundamentales en la evaluación del riesgo de inundaciones en las centrales nucleares y en las precauciones que se toman.

## Contexto
La central de Blayais, equipada con cuatro reactores de agua presurizada, está localizada en el estuario de Gironda cerca Blaye, sur oeste de Francia, operados por Électricité de France (EDF). Debido a los registros de sobre 200 inundaciones a lo largo del estuario que datan de 585 AD, aproximadamente 40 de las cuales han sido particularmente extensas, se conocía que la localización de la central era susceptible a ser inundada, y los informes de las inundaciones de 1875 mencionaban que ellas fueron causadas por una combinación de mareas altas y violentos vientos que soplaron a lo largo del eje del estuario. El área también había experimentado inundaciones durante tormentas en el pasado reciente, las tormentas de vientos del 13 de diciembre de 1981 y del 18 de marzo de 1988. Un informe oficial sobre las inundaciones de 1981, publicado en 1982, destacó que sería peligroso subestimar los efectos combinados de la marea y la tormenta, y también destacó que el viento había llevado a la formación de ola reales en la llanura aluvial inferior inundada.
Cuando la central de Blayais fue diseñada en la década de 1970, fue sobre la base de que una altura de 4 m sobre el nivel NGF proporcionaría un nivel de seguridad mejorado, finalmente la base sobre la que la central fue construida fue de 4,5 metros sobre el NGF, aunque algunos componentes estaban localizados en subterráneos a niveles más bajos. 
Originalmente se construyeron diques de protección alrededor de la central con una altura de 5,2 m sobre el nivel NGF en el frente del sitio, y de 4,75 m a los costados. La revisión de seguridad anual de la central en 1998 identificó la necesidad de que los diques fueran elevados a 5,7 m sobre el nivel NGF, y preveía que esto sería llevado a cabo en el año 2000, aunque más tarde el EDF pospuso el trabajo hasta el año 2002. El 29 de noviembre de 1999, el Directorado Regional para la Industria, Investigaciín y Desarrollo envió una carta a EDF solicitándole explicar este retraso.

## Inundación
El 27 de diciembre de 1999, una combinación de marea alta y vientos excepcionalmente fuertes producidos por la tormenta Martin causó un repentino aumento del nivel del agua en el estuario, inundando partes de la central. La inundación comenzó alrededor de las 19:30, dos horas antes de la marea alta, y más tarde se encontró que el nivel del agua había alcanzado entre 5 y 5,3 m sobre el nivel NGF. La inundación dañó también el dique que rodeaba al Gironda, llevándose la parte superior de la protección rocosa.
Previo a la inundación, las unidades 1, 2 y 4 estaban funcionando a plena potencia, mientras que la unidad 3 estaba apagada porque estaba siendo recargada con combustible. A partir de las 19:30 todas las unidades mencionadas perdieron sus abastecimiento de energía eléctrica de 225 kV, mientras que las unidades 2 y 4 también perdieron su abastecimiento de 400 kV. Los circuitos de aislación que deberían haber permitido a las unidades 2 y 4 proporcionarse a sí mismas con electricidad fallaron también, causando que estos dos reactores se apagaran automáticamente, además los generadores diesel comenzaron a funcionar, manteniendo la energía en las unidades 2 y 4 hasta que el abastecimiento de 400 kV fue restaurado alrededor de las 22:20. En la sala de bombeo para la unidad 1, falló un conjunto de los dos pares de bombas del Sistema Esencial de Servicio de Agua debido a la inundación; de haber fallado ambos conjuntos la seguridad de la planta habría sido puesta en peligro. Tanto en las unidad 1 como en la unidad 2, la inundación de las salas de combustible puso fuera de servicio a las bombas de inyección de seguridad de cabeza baja y a las bombas de aspersión del contenimiento, que son parte del Sistema de Emergencia para la Refrigeración del Núcleo (un sistema de respaldo en caso de pérdida de refrigerante). En los días que siguieron, un estimado de 90.000 m³ de agua serían sacados con bombas desde los edificios anegados.

## Respuesta

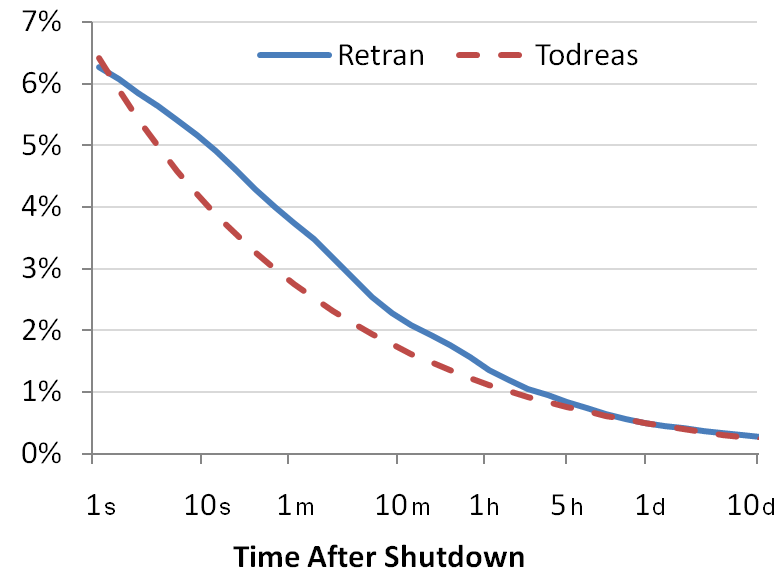
Toma varios días para que el calor generador por desintegración se reduzca después de que un reactor es apagado, durante los cuales este calor deber ser removido por los sistemas de refrigeración.

Alrededor de dos y media horas más tarde de que la inundación comenzara, una alarma de marea alta fue activada en la sala de observación de la unidad 4, aunque aquellos en las otras unidades fallaron en no activarla. Esto debería haber causado que los operadores en las salas de control iniciaran el Plan de Emergencia Interno de Nivel 2, sin embargo esto no fue hecho ya que el requerimiento había sido omitido del manual de operaciones de la sala control; así que ellos siguieron el procedimiento para la pérdida de abastecimiento de energía externa, fallando en apagar los reactores operativos a la primera oportunidad para permitir que el calor residual comenzara a disiparse. A las 03:00 del 28 de diciembre, los equipos de emergencia de la central fueron llamados para reforzar al personal que ya se encontraba en el sitio; a las 06:30 la administración del Instituto para la Protección y Seguridad Nuclear (IPSN) (ahora parte del Instituto para Radioprotección y la Seguridad Nuclear) fue informada, y se concertó a las 07:45 una reunión de expertos en el IPSN. A las 09:00 finalmente fue activado el Plan de Emergencia Interno de Nivel 2 por el Directorado de la Seguridad de las Instalaciones Nucleares (ahora llamado Autoridad para la Seguridad Nuclear) y se formó un equipo de administración de la emergencia completo de 25 integrantes, que trabajó en turnos durante las 24 h del día. Al mediodía del 28 de diciembre, el incidente fue provisionalmente elevado a la categoría nivel 1 de la Escala Internacional de Eventos Nucleares antes de ser reclasificado como de nivel 2 al siguiente día. El equipo fue reducido de tamaño el 30 de diciembre, y se retiró alrededor de las 18:00 de ese mismo día.
Durante la mañana del 28 de diciembre, el Instituto para Protección y Seguridad Nuclear estimó que, si el abastecimiento de agua para la refrigeración de emergencia fallaba, habrían de pasar sobre 10 horas antes de que comenzará un derretimiento del núcleo.
El 5 de enero el periódico regional Sud-Ouest publicó el titular que sigue, sin que fuera contradicho: Muy próximos a un accidente grave, explicando que una catástrofe había sido evitada por muy poco.
Un informe basado en varias muestras que fueron tomadas después de la inundación entre el 8 y 9 de enero encontró que el evento no había tenido un efecto cuantificable sobre los niveles de radiación.

## Consecuencias
El Instituto para la Protección y Seguridad Nuclear emitió un informe el 17 de enero de 2000, solicitando una revisión de los datos usados para calcular la altura de la superficie sobre la cual se construyen las centrales nucleares. Sugirió que dos criterios deberían ser cumplidos: los edificios que contengan equipos importantes por razones de seguridad deberían ser construidos sobre una superficie al menos tan alta como el nivel de agua jamás alcanzado más un margen de seguridad (la cote majorée de sécurité o cota mayor de seguridad), y que cualquier edificación bajo este nivel debería ser sellado para prevenir el ingreso del agua. También contenía un análisis inicial que encontró, que además de Blayais, las centrales de Belleville, Chinon, Dampierre, Gravelines y Saint-Laurent también están bajo la cota mayor de seguridad y que sus medidas de seguridad deberían ser vueltas a examinar. También encontró que aunque las centrales en Bugey, Cruas, Flamanville, Golfech, Nogent, Paluel, Penly y Saint-Alban cumplían con el primer criterio, el segundo debería ser verificado; y solicitaba que las centrales en Fessenheim y Tricastin fueran vueltas a examinar dado que se encontraban bajo el nivel de canales principales adyacentes. El consecuente trabajo de mejora, que se implementó en los siguientes años, se estimó que costó aproximadamente 110 000 000 de euros.
En Alemania, la inundación hizo que el Ministerio Federal para el Ambiente, Conservación de la Naturaleza y Seguridad Nuclear ordenara una evaluación de las centrales nucleares alemanas.
A continuación de los eventos en Blayais, se desarrolló un nuevo método de evaluar los riesgos de inundación. En vez de evaluar sólo los cinco factores requeridos por las Regla RFS I.2.e (inundación por ríos, falla de represas, mareas, Marejadas ciclónicas y tsunamis), también ahora son evaluados otros ocho factores: olas causadas por el viento en el mar; olas causadas por el viento en ríos o canales; crecidas debido a la operación de válvulas o bombas; deterioro de las estructuras de contención de agua (diferentes a represas); falla de circuitos o equipos; lluvia breve e intensa en el sitio; lluvia regular y continua en el sitio; y subida del agua subterránea. Además, también se consideran las combinaciones realistas de tales factores.
Entre las acciones correctivas tomadas en Blayais, los diques fueron elevados a 8 metros sobre el NFG, – hasta 3,25 metros más alto que antes - y las aperturas han sido selladas para prevenir el ingreso del agua.

### Protestas
Doce días antes de las inundaciones, un grupo antinuclear local fue formado por Stéphane Lhomme bajo el estandarte del TchernoBlaye (un portmanteau de la pronunciación francesa de Chernóbil y Blaye, el pueblo más cercano). El grupo ganó apoyo después de la inundación y su primera marcha de protesta de entre 1 000 y 1 500 personas ocurrió el 23 de abril, pero fue impedida de llegar a la central por la policía que usó gases lacrimógenos. El grupo continúa su oposición a la central, aun bajo la presidencia de Stéphane Lhomme.

## Preocupaciones actuales
Debido a los trabajos correctivos se cree ahora que la central está adecuadamente protegida de las inundaciones, sin embargo el camino de acceso permanece bajo y vulnerable. Debido a esto, particularmente desde los siniestros nucleares de Fukushima del 2011 en Japón, ha surgido preocupaciones por la dificultad potencial de llevar ayuda a la central durante una emergencia.
Sin embargo, las capacidades de los diques ha sido puestas en duda por el profesor Jean-Noël Salomon, jefe del Laboratorio de Geografía Física Aplicada de la Michel de Montaigne University Bordeaux 3, quien cree que, debido al daño potencial y al costo económico que resultaría de un futuro desastre relacionado con una inundación, los diques deberían haber sido diseñados para resistir eventos extremos simultáneos, y no eventos principales simultáneos.